# جيم ريش
جيمس إيلوري ريش (بالإنجليزية: James Elroy Risch)‏ هو سياسي أمريكي من الحزب الجمهوري ولد في يوم 3 مايو 1943 في ميلوكي في ويسكونسن. أكمل دراسة علم الغابات في جامعة إيداهو. هو عضو في مجلس الشيوخ الأمريكي كممثل عن ولاية إيداهو منذ سنة 2009. وسبق أن شغل منصب حاكم ولاية إيداهو من سنة 2008 إلى سنة 2009.